# Свифтон (Арканзас)
Свифтон (енгл. Swifton) град је у америчкој савезној држави Арканзас.

## Демографија
По попису из 2010. године број становника је 798, што је 73 (-8,4%) становника мање него 2000. године.
| Група             | 2000.       | 2010.       |
| Белци             | 842 (96,7%) | 770 (96,5%) |
| Афроамериканци    | 4 (0,5%)    | 8 (1,0%)    |
| Азијати           | 0 (0,0%)    | 0 (0,0%)    |
| Хиспаноамериканци | 20 (2,3%)   | 9 (1,1%)    |
| Укупно            | 871         | 798         |